# Стубал (Александровац)
Стубал је насеље у Србији у општини Александровац у Расинском округу. Према попису из 2022. има 529 становника (према попису из 2011. било је 595 становника).

## Демографија
У насељу Стубал живи 494 пунолетна становника, а просечна старост становништва износи 40,7 година (39,6 код мушкараца и 41,8 код жена). У насељу има 170 домаћинстава, а просечан број чланова по домаћинству је 3,62.
Ово насеље је великим делом насељено Србима (према попису из 2002. године), а у последња три пописа, примећен је пораст у броју становника.
|  |

| Демографија | Демографија | Демографија |
| Година      | Становника  | Становника  |
| ----------- | ----------- | ----------- |
| 1948.       | 500         |             |
| 1953.       | 527         |             |
| 1961.       | 535         |             |
| 1971.       | 503         |             |
| 1981.       | 524         |             |
| 1991.       | 591         | 557         |
| 2002.       | 615         | 654         |
| 2011.       | 595         |             |
| 2022.       | 529         |             |

| Етнички састав према попису из 2002.‍ | Етнички састав према попису из 2002.‍ | Етнички састав према попису из 2002.‍ | Етнички састав према попису из 2002.‍ | Етнички састав према попису из 2002.‍ |
| ------------------------------------ | ------------------------------------ | ------------------------------------ | ------------------------------------ | ------------------------------------ |
|                                      |                                      |                                      |                                      |                                      |
| Срби                                 | Срби                                 |                                      | 608                                  | 98,86%                               |
| Словенци                             | Словенци                             |                                      | 1                                    | 0,16%                                |
| непознато                            | непознато                            |                                      | 6                                    | 0,97%                                |

| Година пописа     | 1948. | 1953. | 1961. | 1971. | 1981. | 1991. | 2002. |
| ----------------- | ----- | ----- | ----- | ----- | ----- | ----- | ----- |
| Број домаћинстава | 66    | 71    | 98    | 107   | 119   | 138   | 170   |

| Број чланова      | 1  | 2  | 3  | 4  | 5  | 6  | 7 | 8 | 9 | 10 и више | Просек |
| ----------------- | -- | -- | -- | -- | -- | -- | - | - | - | --------- | ------ |
| Број домаћинстава | 26 | 30 | 23 | 35 | 24 | 24 | 8 | 0 | 0 | 0         | 3,62   |

| Пол    | Укупно | Неожењен/Неудата | Ожењен/Удата | Удовац/Удовица | Разведен/Разведена | Непознато |
| ------ | ------ | ---------------- | ------------ | -------------- | ------------------ | --------- |
| Мушки  | 251    | 57               | 177          | 15             | 2                  | 0         |
| Женски | 258    | 39               | 182          | 34             | 2                  | 1         |
| УКУПНО | 509    | 96               | 359          | 49             | 4                  | 1         |

| Пол    | Укупно                    | Пољопривреда, лов и шумарство | Рибарство                            | Вађење руде и камена | Прерађивачка индустрија       |
| ------ | ------------------------- | ----------------------------- | ------------------------------------ | -------------------- | ----------------------------- |
| Мушки  | 138                       | 81                            | 0                                    | 0                    | 24                            |
| Женски | 68                        | 40                            | 0                                    | 0                    | 16                            |
| УКУПНО | 206                       | 121                           | 0                                    | 0                    | 40                            |
| Пол    | Производња и снабдевање   | Грађевинарство                | Трговина                             | Хотели и ресторани   | Саобраћај, складиштење и везе |
| Мушки  | 0                         | 4                             | 3                                    | 1                    | 6                             |
| Женски | 0                         | 1                             | 2                                    | 1                    | 0                             |
| УКУПНО | 0                         | 5                             | 5                                    | 2                    | 6                             |
| Пол    | Финансијско посредовање   | Некретнине                    | Државна управа и одбрана             | Образовање           | Здравствени и социјални рад   |
| Мушки  | 1                         | 1                             | 1                                    | 2                    | 2                             |
| Женски | 1                         | 1                             | 0                                    | 3                    | 2                             |
| УКУПНО | 2                         | 2                             | 1                                    | 5                    | 4                             |
| Пол    | Остале услужне активности | Приватна домаћинства          | Екстериторијалне организације и тела | Непознато            | Непознато                     |
| Мушки  | 0                         | 0                             | 0                                    | 12                   | 12                            |
| Женски | 0                         | 0                             | 0                                    | 1                    | 1                             |
| УКУПНО | 0                         | 0                             | 0                                    | 13                   | 13                            |

## Историја
Народни посланик за срез жупски, Богдан Милинчић, убијен је близу своје куће у селу Стубал 23. септембра 1936. 